# Albert Wolff (schermidore)
Albert Wolff (Barr, 13 luglio 1906 – Scottsdale, 14 giugno 1989) è stato uno schermidore francese naturalizzato statunitense, vincitore di una medaglia d'oro ed una d'argento ai campionati mondiali di scherma.

## Biografia
Dopo aver vinto medaglie in due Campionati mondiali di scherma (1937, 1938) per la Francia, ha partecipato ai Giochi della XIV Olimpiade di Londra nel 1948 ed ai Giochi della XV Olimpiade di Helsinki nel 1952 gareggiando per gli Stati Uniti d'America.

## Palmarès
In carriera ha conseguito i seguenti risultati:
per la  Francia:
- Mondiali di scherma

Parigi 1937: argento nella spada a squadre.
Pieštany 1938: oro nella spada a squadre.
per gli  Stati Uniti:
- Giochi Panamericani:

Buenos Aires 1951: oro nel fioretto a squadre ed argento nella spada squadre.